# باشگاه فوتبال میکا
باشگاه فوتبال میکا (به ارمنی: Միկա Ֆուտբոլային Ակումբ) یک باشگاه فوتبال در شهر ایروان و در کشور ارمنستان بود که در لیگ برتر فوتبال ارمنستان بازی می‌کرد. این باشگاه سال ۱۹۹۹ میلادی تأسیس شد. این باشگاه در سال ٬۲۰۰۷ از آشتاراک به ایروان نقل مکان کرد و سرانجام در سال ۲۰۱۶ منحل شد.

## افتخارات
میکا سابقهٔ شش قهرمانی در جام استقلال ارمنستان را دارد. همچنین این تیم دو بار به مقام قهرمانی در سوپر جام ارمنستان رسیده‌است و سابقهٔ نایب قهرمانی در لیگ برتر ارمنستان را نیز دارد.

### تاریخچه لیگ داخلی
| فصل     | لیگ          | لیگ                           | لیگ                           | لیگ                           | لیگ                           | لیگ                           | لیگ                           | لیگ                           | لیگ                           | جام استقلال ارمنستان | گلزن(ان) برتر        | گلزن(ان) برتر | مربی                                                                               |
| فصل     | دسته         | مقام                          | بازی                          | برد                           | تساوی                         | باخت                          | گل‌زده                         | گل‌خورده                       | P                             | جام استقلال ارمنستان | نام                  | لیگ           | مربی                                                                               |
| ------- | ------------ | ----------------------------- | ----------------------------- | ----------------------------- | ----------------------------- | ----------------------------- | ----------------------------- | ----------------------------- | ----------------------------- | -------------------- | -------------------- | ------------- | ---------------------------------------------------------------------------------- |
| ۱۹۹۹    | لیگ دسته اول | ۲ام                           | ۱۶                            | ۱۱                            | ۲                             | ۳                             | ۳۴                            | ۱۸                            | ۳۵                            |                      |                      |               | Rafael Galstyan                                                                    |
| ۲۰۰۰    | لیگ برتر     | ۴ام                           | ۲۸                            | ۱۵                            | ۴                             | ۹                             | ۴۵                            | ۳۱                            | ۴۹                            | قهرمان               | Samvel Nikolyan      | ۱۵            | ادوارد مارکاروف                                                                    |
| ۲۰۰۱    | لیگ برتر     | ۶ام                           | ۲۲                            | ۱۲                            | ۵                             | ۵                             | ۴۴                            | ۲۰                            | ۴۱                            | قهرمان               | Andrey Bulanov       | ۱۲            | ادوارد مارکاروف سامول پتروسیان Valeriy Gladilin                                    |
| ۲۰۰۲    | لیگ برتر     | ۶ام                           | ۲۲                            | ۹                             | ۶                             | ۷                             | ۳۵                            | ۲۸                            | ۳۳                            | نیمه نهایی           | Artyom Adamyan       | ۱۵            | Valeriy Gladilin ادوارد مارکاروف آرامائیس تونویان Vagarshak Aslanyan سورن بارسقیان |
| ۲۰۰۳    | لیگ برتر     | ۴ام                           | ۲۸                            | ۱۵                            | ۶                             | ۷                             | ۴۹                            | ۲۹                            | ۵۱                            | قهرمان               | Artyom Adamyan       | ۱۰            | سورن بارسقیان                                                                      |
| ۲۰۰۴    | لیگ برتر     | ۲ام                           | ۲۸                            | ۱۶                            | ۷                             | ۵                             | ۴۱                            | ۲۳                            | ۵۵                            | نیمه نهایی           | آرمن شاهگلدیان       | ۱۲            | سورن بارسقیان                                                                      |
| ۲۰۰۵    | لیگ برتر     | ۲ام                           | ۲۶                            | ۱۴                            | ۱۰                            | ۲                             | ۴۲                            | ۲۰                            | ۵۲                            | قهرمان               | Artyom Adamyan       | ۱۳            | سورن بارسقیان آرمن آدامیان                                                         |
| ۲۰۰۶    | لیگ برتر     | ۳ام                           | ۲۸                            | ۱۷                            | ۶                             | ۵                             | ۴۵                            | ۲۱                            | ۵۷                            | قهرمان               | آرمن شاهگلدیان       | ۱۴            | آرمن آدامیان                                                                       |
| ۲۰۰۷    | لیگ برتر     | ۳ام                           | ۲۸                            | ۱۴                            | ۸                             | ۶                             | ۴۲                            | ۲۴                            | ۵۰                            | نیمه نهایی           | الکس انریکه دا سیلوا | ۷             | آرمن آدامیان آرکادی آندرئاسیان                                                     |
| ۲۰۰۸    | لیگ برتر     | ۴ام                           | ۲۸                            | ۱۳                            | ۷                             | ۸                             | ۳۸                            | ۲۸                            | ۴۶                            | نیمه نهایی           | نارک بگلریان         | ۸             | آرکادی آندرئاسیان Ishtvan Sekech سورن بارسقیان                                     |
| ۲۰۰۹    | لیگ برتر     | ۲ام                           | ۲۸                            | ۱۸                            | ۴                             | ۶                             | ۵۹                            | ۳۴                            | ۵۸                            | نیمه نهایی           | Boti Goa             | ۱۴            | Ivo Šušak سامول داربینیان آرمن آدامیان                                             |
| ۲۰۱۰    | لیگ برتر     | ۴ام                           | ۲۸                            | ۱۴                            | ۴                             | ۱۰                            | ۴۷                            | ۳۱                            | ۴۶                            | نیمه نهایی           | Ednei                | ۱۰            | آرمن آدامیان آرمن شاهگلدیان                                                        |
| ۲۰۱۱    | لیگ برتر     | ۵ام                           | ۲۸                            | ۱۲                            | ۸                             | ۸                             | ۳۶                            | ۲۵                            | ۴۴                            | قهرمان               | نارک بگلریان         | ۱۱            | آرمن شاهگلدیان Jozef Bubenko                                                       |
| ۲۰۱۱–۱۲ | لیگ برتر     | تنها رقابت جام حذفی برگزار شد | تنها رقابت جام حذفی برگزار شد | تنها رقابت جام حذفی برگزار شد | تنها رقابت جام حذفی برگزار شد | تنها رقابت جام حذفی برگزار شد | تنها رقابت جام حذفی برگزار شد | تنها رقابت جام حذفی برگزار شد | تنها رقابت جام حذفی برگزار شد | نیمه نهایی           |                      |               | Jozef Bubenko Zsolt Hornyák                                                        |
| ۱۳–۲۰۱۲ | لیگ برتر     | ۲ام                           | ۴۲                            | ۲۴                            | ۷                             | ۱۱                            | ۵۷                            | ۳۹                            | ۷۹                            | نیمه نهایی           | Simon Muradyan       | ۱۴            | Zsolt Hornyák                                                                      |
| ۱۴-۲۰۱۳ | لیگ برتر     | ۳ام                           | ۲۸                            | ۱۲                            | ۱۱                            | ۵                             | ۳۶                            | ۲۷                            | ۴۷                            | نیمه نهایی           | Vardges Satumyan     | ۸             | آرام ووسکانیان                                                                     |
| ۱۵–۲۰۱۴ | لیگ برتر     | ۵ام                           | ۲۸                            | ۹                             | ۱۰                            | ۹                             | ۳۳                            | ۳۴                            | ۳۷                            | نایب قهرمان          | گوورگ کاراپتیان      | ۷             | آرام ووسکانیان                                                                     |
| ۱۶–۲۰۱۵ | لیگ برتر     | ۷ام                           | ۲۸                            | ۹                             | ۵                             | ۱۴                            | ۳۰                            | ۳۲                            | ۳۲                            | نایب قهرمان          | سامول ملکونیان       | ۵             | آرمن آدامیان Sergei Yuran آرمن شاهگلدیان                                           |

## تاریخچه بین‌المللی
| رقابت               | بازی | برد | تساوی | باخت | گل‌زده | گل‌خورده |
| ------------------- | ---- | --- | ----- | ---- | ----- | ------- |
| لیگ اروپا/لیگ اروپا | ۲۴   | ۳   | ۷     | ۱۴   | ۱۳    | ۳۷      |
| جام اینترتوتو       | ۲    | ۰   | ۲     | ۰    | ۲     | ۲       |
| مجموع               | ۲۶   | ۳   | ۹     | ۱۴   | ۱۵    | ۳۹      |

| فصل                | رقابت         | دور                | باشگاه               | دور اول | دور دوم | در مجموع |
| ------------------ | ------------- | ------------------ | -------------------- | ------- | ------- | -------- |
| ۲۰۰۰–۰۱            | لیگ اروپا     | QR                 | راپید بخارست         | ۰–۳     | ۱–۰     | ۱–۳      |
| ۲۰۰۱–۰۲            | لیگ اروپا     | QR                 | Braşov               | ۱–۵     | ۰–۲     | ۱–۷      |
| ۲۰۰۴–۰۵            | لیگ اروپا     | 1Q                 | بوداپست هونود        | ۰–۱     | ۱–۱     | ۱–۲      |
| ۲۰۰۵–۰۶            | لیگ اروپا     | 1Q                 | ماینتس ۰۵            | ۰–۴     | ۰–۰     | ۰–۴      |
| ۲۰۰۶–۰۷            | لیگ اروپا     | 1Q                 | یانگ بویز برن        | ۱–۳     | ۰–۱     | ۱–۴      |
| ۲۰۰۷–۰۸            | لیگ اروپا     | 1Q                 | ام‌تی‌کی بوداپست       | ۱–۲     | ۱–۰     | ۲–۲      |
| ۲۰۰۷–۰۸            | لیگ اروپا     | 2Q                 | Artmedia Petržalka   | ۲–۱     | ۰–۲     | ۲–۳      |
| جام اینترتوتو ۲۰۰۸ | جام اینترتوتو | جام اینترتوتو ۲۰۰۸ | Tiraspol             | ۲–۲     | ۰–۰     | ۲–۲      |
| ۲۰۰۹–۱۰            | لیگ اروپا     | 1Q                 | هلسینگبورگس          | ۱–۳     | ۱–۱     | ۲–۴      |
| ۲۰۱۰–۱۱            | لیگ اروپا     | 2Q                 | رابوتنیچکی           | ۰–۱     | ۰–۰     | ۰–۱      |
| ۲۰۱۱–۱۲            | لیگ اروپا     | 2Q                 | وولرنگا              | ۰–۱     | ۰–۱     | ۰–۲      |
| ۲۰۱۳–۱۴            | لیگ اروپا     | 1Q                 | Rudar Pljevlja       | ۰–۱     | ۱–۱     | ۱–۲      |
| ۲۰۱۴–۱۵            | لیگ اروپا     | 1Q                 | باشگاه فوتبال اسپلیت | ۰–۲     | ۱–۱     | ۱–۳      |

- نتایج خانگی به صورت پررنگ نمایش داده شده‌است.

## مربیان
| - رافائل گالستیان (۱۹۹۹) - ادوارد مارکاروف (۲۰۰۰–۰۱) - سامول پتروسیان (۲۰۰۱) - والری گلادیلین (۲۰۰۱–۰۲) - ادوارد مارکاروف (۲۰۰۲) - آرامائیس دونویان (۲۰۰۲) - واغارشاک آسلانیان (۲۰۰۲) - [[[:سورن بارسقیان]]] (۲۰۰۲–۰۵) - آرمن آدامیان (۲۰۰۵–۰۷) - آرکادی آندرئاسیان (۲۰۰۷–۰۸) | - en:Ishtvan Sekech (2008) - سورن بارسقیان (2008–09) - ایوو شوشاک (۱ ژانویه ۲۰۰۹– ۳۰ ژوئن ۲۰۰۹) - سامول داربینیان (۱ ژوئیه ۲۰۰۹– ۳۰ ژوئن ۲۰۱۰) - آرمن آدامیان (۲۰۰۹–۱۰) - آرمن شاهگلدیان (۲۰۱۰–۱۱) - en:Jozef Bubenko (19 ژوئیه ۲۰۱۱ – ۱ دسامبر ۲۰۱۱) - en:Zsolt Hornyák (1 مارس ۲۰۱۲ – ۳۰ ژوئن ۲۰۱۳) - آرام ووسکانیان (۱ ژوئیه ۲۰۱۳ – ۳۰ ژوئن ۲۰۱۵) - آرمن آدامیان (۱ ژوئیه ۲۰۱۵ – ۱۸ ژانویه ۲۰۱۶) - en:Sergei Yuran (19 ژانویه ۲۰۱۶ – ۴ مه ۲۰۱۶) - آرمن شاهگلدیان (۵ مه ۲۰۱۶ –) |

## نگارخانه

## بازیکنان برجسته
- گئورگ کاسپاروف